# Nobila Consoartă Imperială Shujia
Nobila Consoartă Imperială Shujia (n. 1713, Uiju County⁠(d), Provincia Pyongan de Nord, RPDC – d. 17 decembrie 1755, Dongcheng District⁠(d), Beijing, Dinastia Ming) a clanului korean Gingiya a fost una dintre consoartele Împăratului Qianlong. Ea era cu doi ani mai mică decât el.